# Навсари (округ)
Навсари (гудж. નવસારી જિલ્લો; англ. Navsari) — округ в индийском штате Гуджарат. Образован в 1994 году из части территории округа Ситамархи. Административный центр — город Навсари. Площадь округа — 2211 км². По данным всеиндийской переписи 2001 года население округа составляло 1 229 463 человека. Уровень грамотности взрослого населения составлял 75,83 %, что выше среднеиндийского уровня (59,5 %).